# Gare de Sainte-Restitude
Gare de Sainte-Restitude vasútállomás Franciaországban, Calenzana településen.

## Vasútvonalak
Az állomást az alábbi vasútvonalak érintik:
- Ponte-Leccia-Calvi-vasútvonal

## Kapcsolódó állomások
A vasútállomáshoz az alábbi állomások vannak a legközelebb:
- Gare de Lumio-Arinella
- Gare de Camp-Raffali GR 20